# Klauselgegenklage
Mit der Klauselgegenklage beantragt der Schuldner, die Zwangsvollstreckung gegen ihn aus einem im Klauselerteilungsverfahren ausgefertigten vollstreckbaren Titel für unzulässig zu erklären, weil die materiellen Voraussetzungen der erteilten qualifizierten Klausel im Zeitpunkt der letzten mündlichen Verhandlung nicht vorgelegen haben (§ 768 ZPO).
Beispiel: Bei einer titelumschreibenden Klausel nach § 727 ZPO hat in Wirklichkeit überhaupt keine Rechtsnachfolge stattgefunden.